# 와타나베 구니타케
와타나베 구니타케(일본어: 渡邊 國武 와타나베 쿠니타케[*], 1846년 3월 29일 ~ 1919년 5월 11일)는 일본의 관료이다. 작위는 자작. 본성은 고이케(小池). 제2차 이토 내각의 대장 대신, 체신 대신, 그리고 제4차 이토 내각의 대장 대신을 지냈다.

## 생애

### 자라난 내력
1846년 시나노국 스와군 (후의 나가노현 오카야시)에서 무사의 아들로 태어났다. 이른 나이에 부모와 사별해 조모의 손에 자랐으며, 후에 번교(藩校) 에 들어가 독서와 무예에 힘썼다. 처음에는 같은 신슈(信州) 출신의 사쿠마 쇼잔에게 배우려고 했으나, 쇼잔이 암살됨에 의해 에도 번저(藩邸)에서 일하면서 프랑스어 등을 배웠다.
1868년 교토 어소(京都御所)의 경비를 위해 지방 영주 스와 다다아야(諏訪忠礼)를 따라 상경하였으며, 우연히 교토 어소의 경위(警衛)를 맡고 있었을 때, 감찰을 갖고 있지 않은 오쿠보 도시미치가 어소에 들어가려고 한 것을 거부한 것이 오쿠보와의 인연이 되었다.

### 오쿠보 도시미치에 의한 등용
1871년 오쿠보에 의해 도쿄의 민부성(民部省)에서 근무하게 되었으며, 후에는 대장성에서 대장경(大蔵卿) 오쿠마 시게노부, 조세두(租税頭) 마쓰카타 마사요시, 지조개정국 총재 오쿠보 도시미치 아래에서 지조개정(地租改正)에 관여하였다.
정한론을 계기로 자유민권운동이 전국에 확산되면서, 1876년 고치현에 권현령(権県令)으로 파견되었고, 그는 내무경이 된 오쿠보에게 현지 사정을 전달하지 않고, 1877년 세이난 전쟁에서 사이고 다카모리 군에 호응해 거병을 일으키려 한 무리들을 진압하였다. 1878년 고치 현령이 됐지만, 1879년 고치 현 내의 군(郡) 합병이 내무경의 허가 없이 행해졌다고 하여 현령에서 물러났다.

### 대장성 복귀
와타나베는 교토에서 생활하는 동안 영어, 프랑스어, 독일어를 배움과 동시에 일절경(一切経) 을 독파하였다. 1881년 메이지 14년의 정변(明治十四年の政変) 에 의해 와타나베를 주목하고 있던 마쓰카타 마사요시가 대장경이 되었고, 이후 와타나베는 후쿠시마현령이 되어 관계(官界) 에 복귀하였다. 1882년 마쓰카타 마사요시에 의해 대장성으로 돌아와 조사국장, 1886년 회계국장을 거쳐, 1888년 대장차관이 되었다.

### 대장대신 임명
1892년 내무대신 시나가와 야지로 (品川弥二郎) 에 의한 선거 대간섭으로 제1차 마쓰카타 내각이 총사직하고, 이후 제2차 이토 내각이 성립되었다. 이토 히로부미는 메이지 유신의 원훈 (元勳) 들을 중심으로 내각을 조직해, 전 총리 마쓰카타 마사요시의 대장대신 임명이 유력시 되었으나, 예상을 뒤엎고 와타나베 구니타케가 기용되었다.
그는 1900년 이토 히로부미가 입헌정우회를 결성하면서 정우회 창립 위원, 같은 해 제4차 이토 내각의 대장대신이 되었으며, 제4차 이토 내각이 총사직한 후 유지면관(諭旨免官) 이 되었다.

### 만년
각내 불통일을 일으키면서, 사표를 거부한 와타나베는 실각해 사실상 정계 은퇴를 피할 수 없게 되었다. 유럽과 미국을 외유한 후, 러일 전쟁 전후에 대 러시아 강경론을 주장했으며, 전쟁 후에도 포츠머스 조약 반대를 주장하였다. 그 후 뇌졸중 발작을 일으켜 마자부(麻布)의 저택과 이즈의 별장에서 만년을 보냈으며, 1919년 5월 11일 73세의 나이로 사망하였다.